# Clyde Cessna

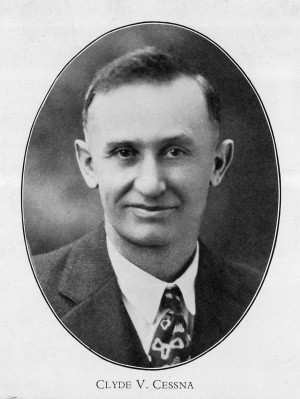
Clyde Vernon Cessna

Clyde Vernon Cessna (ur. 1879, zm. 1954) – amerykański konstruktor lotniczy, założyciel (w 1927 r.) największej obecnie na świecie wytwórni samolotów lekkich Cessna.